# Ајамонте
Ајамонте (шп. Ayamonte) град је у Шпанији у аутономној заједници Кастиља-Ла Манча у покрајини Уелва. Према процени из 2017. у граду је живело 20 629 становника.

## Становништво
Према процени, у граду је 2017. живело 20 629 становника.
| 2017.  |
| ------ |
| 20.629 |